# Краљевина Црна Гора
Краљевина Црна Гора је назив за државу Црну Гору у историјском раздобљу од 1910. до 1918. године. Почетак овог периода означен је уздизањем дотадашње Књажевине Црне Горе на степен краљевине (1910). Овом промјеном, Црна Гора се по државном рангу изједначила са сусједном Краљевином Србијом и другим сувереним краљевинама, а династија Петровића Његоша је добила статус краљевске династије. Промјена државног ранга извршена је доношењем посебног закона, који је имао уставну снагу, али само у смислу промјене државног назива и владарског наслова, тако да је на снази и даље остао дотадашњи Устав Књажевине Црне Горе из 1905. године. Пријестоница је и даље остала на Цетињу. Једини владар био је краљ Никола I Петровић Његош.

## Историја
Црна Гора је проглашена краљевином 28. августа 1910. године (15. августа по старом календару), на педесету годишњицу владавине Николе I Петровића Његоша. Том приликом је на Цетињу уприличена велика свечаност, којој су поред домаћих званица присуствовали и представници многих страних држава и владарских кућа. Ради организовања ове свечаности и пратећих манифестација, Црна Гора је од страних банака узела огроман зајам, који је износио чак шест милиона златних перпера, што је с обзиром на економско стање земље и народа бацило сенку на овај свечани догађај. Сам зајам је надживео Црну Гору као државу, тако да га је касније отплаћивала Југославија.
Иако независна, Црна Гора је била национално и културно блиска Србији.

### Црна Гора у Балканским ратовима
Очекивани резултат сагласности балканских држава, био је дипломатска акција на склапању војно-политичког савеза за рат против Османлија. Најприје су се договориле и Бугарска и Грчке. Потписивањем споразума са Србијом везе , септембра 1912. године, овом савезу је приступила и Црна Гора. Према споразуму Црногорска војска је требало да главнином снага дејствује према Скадру, Сјеверној Албанији и Македонији, док је њен мањи усмјерен према Новопазарском Санџаку. Између чланица савеза постигнут је споразум да, до 15. октобра, објаве рат Османлијском царству. Црна Гора је прихватила да прва ступи у рат. Сходно договору, Црна гора је, 26. септембра 1912. године, објавила рат Османлијском царству. У врјеме објаве рата, Црногорска војска имала је нешто више од 35000 војника. Била је подијељена у три оперативне групе: Приморску, Зетску и Источну. Приморски одред имао је 8000 војника, Зетски око 15000, а Источни одред око 13000 војника. За команданта Приморског одреда постављен је бригадир Митар Мартиновић, за команданта Зетског-престолонасљедик Данило, а за команданта Источног одреда сердар Јанко Вукотић. Задатак Приморског и Зетског одреда био је да заузму Скадар, што је био најважнији ратни циљ Црне Горе, док је Источни одред требало да спријечи продор османлијских снага преко Таре и заузме Полимље и Метохију.
Ратна дејства против Османлијског царства започела су истог дана кад је објављена прокламација о објави рата. Ујутро, 26. септембра, са брда Горице, Краљев син Петар испалио је први топовски метак према турском утврђењу. Овом чину присуствовао је и Краљ Никола. Усљедио је напад Зетског одреда на утврђење око Тузи, и њихово освајање. Пут црногорској војсци према Скадру био је отворен. Крајем октобра 1912. године започела је опсада града. Готово у исто врјеме и Приморски одред је из рејона Бара кренуо према Тарабошу и Бојани. Након заузимања Османлијских утврђења одред је посљедних дана октобра опсјео Скадар и заузео Љеш и Медову.
Док су трајале операције Зетског и Приморског одреда за опкољавање Скадра, Источни одред је кренуо према Пољимљу и Метохији. За нешто мање од тридесет дана од 26. септембра до 22. октобра Црногорска војска заузела је Мојковац, Беране, Бијело Поље, Рожаје, Пљевља, Плав, Гусиње, Пећ и Ђаковицу. До краја октобра (почетка новембра по новом календар) у сви новоослобођеним крајевима успостављена је црногорска власт. Након завршетка операција већи дио Источног одреда пребачен је у Скадар.

#### Скадарско питање
У другој половини новембра 1912. договорено је примирје, које је трајало до фебруара наредне године. Али, црногорска опсада Скадра није прекидана. За Црну Гору је освајање Скадра сматрано за циљ животне важности. Како се вјеровало на Цетињу, добијањем Скадра Црна Гора ће коначно добити потпуну контролу над басеном Скадарског језера и прилику да приступи регулацији вода у овој области. Продубљивањем изворишта ријеке Бојане, које се налазило у Османлијским рукама, снизио би се ниво воде језера, чиме би Црна Гора добила 1000000 рала обрадивог земљишта. Тако би се једним потезом ријешило неколико великих проблема црногорске државе:смањио би се недостатак плодног земљишта и умањило исељење, док би држави буџет од земљишног пореза био увећан за око 20%. За државу која финансијску стабилност остварује захваљујући иностраним донацијама, освајање Скадра тумачило се као спасоносно рјешење.
Велике силе, првенствено Аустроугарска, захтијевале су од црногорског владара да прекине опсаду. Увјерен да исход овог похода одлучује о судбини државе, он није хтио уважити ни једну такву препоруку, па чак ни претњу. Крајем 1912. године, краљ Никола пише „Ми смо се ријешили да све преврнемо ако нам се (Скадар) оспори. Ми богами не блефирамо но смо се ријешили да зњ до потоњега гинемо” он је, несумњиво, вјеровао да бије своју одсудну битку. Његова спознаја о важности битке за Скадар појачана је сазнањем да ће, уколико је изгуби, у сусједству добити нову државу Албанију, која је креатура Аустроугарске, чиме ће његова полувијековна борба за ослобођење од османлијског обруча завршити стицањем још опаснијег и смртоноснијег - аустроугарског. Сви они који су му сугерисали да престане с нападом на Скадар нијесу му препоручивали да повуче обичан политички потез, већ да пристане да своју полувијековну борбу врати на исту тачку које је и почела. Враћање са Скадра необављена посла, краљ је доживљавао не само као свој животни пораз, већ и као пораз политичке идеје иза које је два вијека стајала династија чији је издајник. Славни потомак владике Данила није хтио да се тако лако врати на почетак династичке мисије-у прву сцену Горског Вијенца, насловљену: Глухо доба ноћи, свак спава.
Фебруара 1913. године, црногорској војсци су се у напад на Скадар, прикључиле и српске трупе. Садејство српске и црногорске војске трајало је до почетка априла. Чим су велике силе одлучиле да Скадар мора припасти припасти новоформираној држави Албанији, српске трупе су напустиле опсаду. Тада црногорска војска, упркос опомени Аустроугарске и Русије, започиње општи напад на град. Након жестоке борбе, црногорска војска је, априла 1913. године, успјела да га заузме. Јуриш на добро утврђен град, коштао је црногорску војску 2000 људи. Након заузимања Скадра, притисак великих сила, Аустроугарске , постао је још јачи, а захтјев да се црногорска војска повуче добио је значење ултиматума. Да би црногорску војску приморала на повлачење Аустроугарска је затворила границу према Црној Гори и запријетила да ће заузети Бар. У оваквој ситуације Црна Гора је крајем априла морала донијети одлуку о напуштању Скадра. Убрзо након тога, у Лондону је 30. маја 1913. Потписан уговор о миру, којим је окончан рат балканских савезница против Османлијског царства. Одлукама овог мировног уговора царство се након пет вијекова повукло са Балкана.

### Нова Црна Гора
Послије завршетка ратова, на међународној конференцији исцртане су нове границе на Балкану. Црна Гора је могла бити задовољна територијалним добицима. Иако јој је одузет Скадар, добила је проширење од око 5000 km²: прије рата је 9475, а након рата више од 14000 km². У њеном саставу тада бјеху: Малесија, дио Новопазарског санџака и Метохије до Бијелог Дрима, као и градови: Бијело Поље, Мојковац, Беране, Пљевља, Рожаје, Гусиње, Плав, Ђаковица и Пећ.
Новим разграничењем успостављена је, по први пут у новом вијеку, територијална веза између Црне Горе и Србије. За ове ратне добитке плаћена је велика цијена-3100 погинулих и 6500 рањених војника.
Захваљујући територијалном проширењу, Краљевина Црна Гора добила је око 240000 нових поданика. Од тог броја, неправославаца је било око 180000( муслимана 160000, католика 20000), чиме је значајно промјењена конфесионална структура црногорске државе. Тако су од око 500000 становника, поданици из новодобијених области чинили су 40% популације. Када имамо у виду обе особености друштва које се 1913. године нашло у саставу црногорске државе, онда се намеће увјерење да је овим територијалним и популацијским увећањем уистину створена „нова” Црна Гора.
Стварањем ове „нова” Црне Горе, нијесу се само стекли услови да се она за кратко вријеме конструише као другачија друштвена, културолошка и политичка заједница од оне која је створена 1878. године, већ и да се у потпуности маргинализује друштвено, културолошко и политичко биће које је представљало историјско језгро црногорске државе. Она традиционална, „херојска” или нахијска Црна Гора, Црна Гора између Скадарског језера и Ловћена, ријеке Мораче и Паштровачке горе, која је стекла независност у XVIII вијеку и створила независну државу, постала је 1914. године друштвена и културолошка мањина. У цјелини гледано, добици Црне Горе у Балканским ратовима нијесу били за превелико радовање. Сиромашна и исцрпљена држава добила је велики простор, који је, ако хоће да јој буде од користи, најприје морала да административно уреди, комуникацијски повеже са државним средиштем и социјалног култивише. Ни за један од тих подухвата, црногорска држава није имала снаге. Још је већи проблем за црногорску државу био како да код 180000 нових поданика, који су Османлијско царство сматрали својом државом, развије осјећај лојалности. Велика насиља, која су према неправославном становништву током рата чињена, учинила су тај задатак још тежим, а понегдје чак и немогућим.
Крај Балканских ратова донио је Црној Гори још један проблем, можда и највећи. С протјеривањем Османлијског царства са Балкана, нестао је и разлог који је Црну Гору чинио важним за велике силе, првенствено за Русију. Због тога је руска политика послије 1913. године, све отвореније заступала становништво да је Црна Гора завршила своју државну мисију и да је послије уклапања Османлијског царства са Балкана, треба припојити Србији.

### Црна Гора у Првом свјетском рату
Први свјетски рат, који је почео 1914. а завршен 1918. године, био је први оружани сукоб глобалних размјера у историји човјечанства. Рат, у коме је учествовало више од 70 милиона војника, водио се између два блока-Централних сила и сила Антанте, којима је припадала и Црна Гора. Учешће у овом рату доњело јој је велике људске жртве и материјална разарања, од чијих се посљедица задуго неће опоравити. Процјењује се да је изгубила више од 20000 становника.
Повод за рат био је атентат на аустроугарског престолонасљедника, надвојводу Франца Фердинанда, у Сарајеву 15/28. јуна 1914. године. Аустроугарски надвојвода Франц Фердинанд боравио је у Босни и Херцеговини током јуна 1914. године да би, као генерални инспектор њених оружаних снага, присуствовао маневрима. Посљедни дан боравка, 28. јун, био је предвиђен за посјету Сарајеву. Тог дана око 11 часова, док се након посјете Градској вијећници возио са супругом у отвореном аутомобилу, Гаврило Принцип, припадник револуционарне организације Млада Босна испалио је према њима неколико хитаца из пиштоља. Меци су погодили аустријског престолонасљедника и његову супругу и за мање од петнаест минута обоје су издахнули.
Вијест о сарајевском атентату стигла је на Цетиње истог дана ок 17 сати. У вријеме када је на Цетиње стигла вијест о сарајевском атентату, краљ Никола је био у возу, на путу између Салцбурга и Трста. Црногорски краљ се вратио у земљу два дана након атентата и одмах по доласку је упутио телеграм саучешћа аустроугарском цару Францу Јосифу. Прогласио је и петнаестодневну дворску жалост. Одговорним за атентат Хабсбуршка монархија сматрала је владу Краљевине Србије, којој је доставила Ноту са захтјевом да се кривци казне и да њени органи учествују у истрази. Будући да је оцијењено да захтјеви аустроугарске владе угрожавају државни интегритет Краљевине Србије, српска влада их је одбила. То је монархији послужило као повод да јој 28. јула 1914. објави рат.
На страну Србије одмах је стала Русија, која је два дана касније наредила општу мобилизацију. Услиједила је реакција Њемачке, која објављује рат Русији. За само неколико дана Њемачка је објавила рат Француској, напала Белгију, Британија је објавила рат Њемачкој, а Аустроугарска Русији. Тако је сукоб између Србије и Аустроугарске прерастао у свјетски рат. Црној Гори, љета 1914. године није било до рата, поготово не до сукоба са својим моћним сусједом-Аустроугарском, али када је дошло до сукоба између Србије и Аустроугарске, те када се у тај рат укључила и Русија, она другог избора, осим уласка у рат, није имала. Краљ Никола је истог дана када је Аустроугарска објавила рат Србији, наредио мобилизацију црногорске војске. Тиме је већ било јасно да ће се и Црна Гора ускоро наћи у рату. Услиједило је неколико формалних потеза: Црногорска народна скупштина је затражила од Владе да објави рат Аустроугарској, а краљ и Влада су 6. августа, уважавајући молбу Скупштине, донијели одлуко о објави рата. На почетку тог великог сукоба 1914. године, Краљевина Црна Гора је једна од осам ратујућих земаља. На једној страни, савезничке државе су биле: Русија, Француска, Велика Британија, Србија, Белгија и Црна Гора, а на другој: Аустроугарска и Њемачка
У вријеме објаве рата, црногорска је војска била подељена у шест дивизија, са укупно мобилисаних 35000 војника. Касније ће, додатном мобилизацијом, тај број бити повећан на 45000, па на 48000 војника. Наспрам црногорске војске, налазило се на почетку рата, око 72000 аустроугарских војника. Сукобљене стране имале су три главна операцијска региона: један око Пљеваља, други око Грахова и трећи на масиву Ловћена. Или- пљеваљски, херцеговачки и ловћенски фронт.
Током прве ратне године, између црногорске и аустроугарске војске није било сукоба великих размјера, нити су зараћене стране изводиле велике операцијске захвате. Први фронт отворен је у зони дејствовања Херцеговачког одреда, чије су јединице 8. августа предузеле напредовање према Требињу и Билећи. Средином августа непријатељска војска је успјела да их примора на повлачење, безуспјешно покушавајући да заузме Грахово. Од октобра на добром дијелу фронта долази до затишја.
Сукоби у зони дјеловања Пљеваљске дивизије почели су у другој половини августа, када је аустроугарска војска успјела да заузме Пљевља. Тек крајем августа, када је започела заједничка акција са српском војском према југоисточној Босни, црногорска војска је вратила контролу над Пљевљима. Након ослобођења Пљеваља, дошло је до наступања црногорске војске према Босни. Средином септембра заузети су Горажде и Фоча, а крајем мјесеца црногорске трупе запосјеле су Романију и дошле надомак Сарајева. Услиједио је аустроугарски контранапад у другој половини октобра, па су се црногорске јединице морале повући.
Најслабији интензитет борбених дејства, током 1914. године, био је на ловћенском фронту. Крајем августа било је мањих напада на црногорске положаје на Крсцу, као и артиљеријских удара са аустроугарских топовњача. Средином септембра, Црногорцима на Ловћену придружују се и трупе француске артиљерије и започињу дејства према аустроугарским утврђењима. Све до краја децембра 1914. године, на овом фронту готово да и није било сукоба. Током затишја, црногорска војска је, јуна 1915. година заузела Скадар.
Октобра 1915. године започиње велика Њемачко-аустроугарска офанзива на Србију. Ова операција изазвала је и распламсавање сукоба на црногорском фронту. Истог мјесеца започеле су борбе у зони дејства санџачке војске, углавном на фронту од долине Лима до Гацка и Дрином до Фоче и Вишеграда. Према надмоћнијим непријатељима, Санџачка војска се морала повући према црногорској граници. Борбе су обновљене крајем новембра, нападом аустроугарских трупа линијом Метаљка-Јабука, а почетком децембра непријатељ је заузео Пљевља. Крајњи циљ аустроугарских трупа био је да овладају правцем Пљевља-Мојковац-Матешево и тако спријече повлачење српске војске преко територије Црне Горе ка Скадру. Аустроугарске трупе су због тога, након заузимања Пљеваља, наставиле са надирањем долине Таре и према Мојковцу. Цјенећи важност да се онемогући продор непријатеља према Мојковцу, црногорска Врховна команда издала је наређење трупама да се „Наши положаји на Тари имају Бранити најтосудњије и од посљедњег човјека”.
Одбраном положаја долином Таре до Мојковца, црногорска војска је спријечавала да аустроугарске трупе продру ка Матешеву и пресијеку пут којим се српска војска повлачила према Подгорици. Уколико би овладала путем за Подгорицу, непријатељска војска добила би могућност да настави према Скадру и Драчу, гђе је већ била главнина српских снага и гђе се од почетка децембра 1915. налазила српска влада и врховна команда. У другој половини децембра, преко Црне Горе повлачиле су се посљедње јединице српске војске. већ 5. јануара 1916. године операција повлачења преко Црне горе била је завршена и око 90000 српских војника налазило се на простору Скадра, Драча и Тиране
Аустроугарска офанзива на Црну Гору доживјела је врхунац јануара 1916. године. Циљ операције био је да се потпуно уништи црногорска војска. Аустроугарске снаге имале су око 150000 војника, док је црногорска одбрана располагала са 38000 војника. Дошло је. 6. јануара, до напада јаких аустроугарских снага на сектору Мојковац-Левер Тара, чиме је почео и сукоб који је у историографији познат као Мојковачка битка. Црногорска војска имала је на овом сектору око 4000 војника, вођена је на позицији Бојна Њива-Разршије. Непријатељ је жељео да пробије црногорске линије и настави према Колашину и Подгорици. Наредног дана, 7. јануара, црногорске јединице су успјеле да потисну непријатеља од положаја на Бојној Њиви и Развршју. У сљедеће три дана, аустроугарске трупе су покушале да изврше противнапад, али ни у другом покушају нијесу успјеле. Тиме је спријечена њихова намјера да продру у средиште Црне Горе. Несумњиво, Мојковачка битка била је најтежа црногорска битка у Првом свјетском рату и њена највећа побједа.
У исто вријеме, започиње и аустроугарска офанзива на Херцеговачком и Ловћенском фронту. Након тога, црногорске трупе повукле су се у рејон Трубјеле, недалеко од Никшића и на простор Горанск, недалеко од Плужина.

#### Окупација и ослобођење
Након извесног времена, принц Мирко и преостали чланови Владе и генерали потписују капитулацију 1916. године, разоружавају Војску и допуштају Аустроугарској да успостави своју администрацију. Распуштени војници или иду кућама, или одлазе у комите, или напуштају земљу бежећи у иностранство, или преживљавају Голготу и придружују се српској војсци на Солунском фронту. Аустроугарска власт је тада у школама уместо ћирилице увела латинично писмо.
Црна Гора се налазила под аустроугарском окупацијом наредне две године, а за то време се проглашава 1917. године Крфска декларација. Одредбе из Крфске декларације прихватио је и Црногорски одбор за народно уједињење. Након пробоја Солунског фронта, долазе савезничке трупе које ослобађају Црну Гору. Најзад, 1918. Подгоричка скупштина проглашава уједињење Црне Горе са Србијом.

### Уједињење са Србијом
Након пробоја Солунског фронта, савезничка војска је крајем октобра и почетком новембра 1918. године протерала аустроугарску војску са подручја Црне Горе. У новонасталим околностима, пред народне прваке се поставило питање о уређењу привремене власти и будућем државном статусу Црне Горе. Присталице уједињења са Краљевином Србијом искористиле су присуство српске војске за преузимање политичке иницијативе у циљу стварања нових органа власти. У намјери да заобиђу краља Николу и његову избјегличку владу, прваци покрета за уједињење су расписали и спровели изборе за Велику народну скупштину, која се потом састала у Подгорици. Подгоричка скупштина је засједала од 24. до 29. новембра 1918. године. Њене кључне одлуке, које су донете на сједници од 26. новембра, биле су: збацивање краља Николе и династије Петровића Његоша у корист династије Карађорђевића, уједињење Црне Горе са Краљевином Србијом и исказивање подршке уједињењу свих Срба, Хрвата и Словенаца у јединствену југословенску државу. Ове одлуке, које су биле од историјског и далекосежног значаја, представљале су вољу већег дијела народа у Црној Гори, али са њима се нису слагале присталице свргнутог краља Николе, што је недуго потом довело до знатних политичких заплета.
Након уједињења, избија Божићна побуна присталица Зеленаша, а против безусловног припајања Црне Горе Србији. Присталице безусловног уједињења (бјелаши) уз помоћ савезника након пар дана гуше ову побуну. Већина устаника амнестирана је одмах, док су неки осуђени на затворске казне. Осуђеници су углавном пуштани раније масовним дијељењем помиловања од стране краља Александра.
Краљ Никола шаље Париској конференцији захтев да се поврати независност Црне Горе, али његова молба бива одбијена. Краљ Никола је умро 1921. године у Антибу, у егзилу.

## Административна подјела
Новим законом о административној подели земље (1910) Црна Гора је подељена на 10 области и 56 капетанија. Број области удвостручен је а број капетанија остао је исти.
Црна Гора је 1910. била подељена на 10 области: Катунска, Ријечко-љешанска, Приморско-црмничка, Зетска, Брдска, Никшићка, Вучедолска, Дурмиторска, Морачко-ровачка, Васојевићка.
Нови крајеви из Балканских ратова су подијељени на четири административне области: Пећку, Беранску, Бјелопољску и Пљеваљску.

## Галерија
- Територијално ширење Црне Горе
- Књажевска прокламација од 28. августа 1910.
- Црногорски алај-барјак, војна застава
- Црногорски војник, страна разгледница, 1912.
- Предаја турске заставе краљу Николи
- Црногорски војници ван Ловћена, октобар 1914.
- Јанко Вукотић, предсједник Министарског савјета (1913-1915)
- Мојковачка битка
- Владин дом на Цетињу 1917. за време аустроугарске окупације